# Boulay-Moselle
Boulay-Moselle (nemško Bolchen) je naselje in občina v severovzhodni francoski regiji Loreni, podprefektura departmaja Moselle. Po oceni iz leta 2009 naselje ima 4.915 prebivalcev.

## Administracija
Boulay-Moselle je sedež istoimenskega kantona, v katerega so poleg njegove vključene še občine Bannay, Bettange, Bionville-sur-Nied, Bisten-en-Lorraine, Boucheporn, Brouck, Condé-Northen, Coume, Denting, Éblange, Gomelange, Guerting, Guinkirchen, Ham-sous-Varsberg, Helstroff, Hinckange, Holling, Mégange, Momerstroff, Narbéfontaine, Niedervisse, Obervisse, Ottonville, Piblange, Roupeldange, Téterchen, Valmunster, Varize, Varsberg, Velving, Volmerange-lès-Boulay in Zimming z 20.328 prebivalci.
Naselje je prav tako administrativno središče okrožja, v katerem se nahajajo kantoni Boulay-Moselle, Bouzonville in Faulquemont s 78.762 prebivalci.

## Pobratena mesta
- Mengen (Nemčija);